# Stefanie Köhle
Stefanie Köhle, född 6 juni 1986, är en alpin skidåkare från Österrike. Hon debuterade i världscupen den 27 oktober 2007 i Söldens storslalom. I samma skidbacke tog Köhle sin första pallplats, fem år senare, den 27 oktober 2012, när hon kom trea i storslalomen.